# Benjamin Rice
Benjamin Rice é um produtor musical, engenheiro de som, multi-instrumentista, guitarrista e compositor norte-americano, conhecido pelas colaborações com Lady Gaga, Norah Jones, The Candles, Aoife O'Donovan e com os produtores Eddie Kramer e Gus Van Go.